# Menno Meyjes
Menno Meyjes est un scénariste, réalisateur et producteur néerlandais, né en 1954 à Eindhoven aux Pays-Bas.

## Filmographie

### comme scénariste
- 1985 : La Couleur pourpre (The Color Purple)
- 1987 : Cœur de lion
- 1987 : Empire du soleil (Empire of the Sun)
- 1989 : Indiana Jones et la Dernière Croisade (Indiana Jones and the Last Crusade)
- 1989 : Le Rêve du singe fou (El Sueño del mono loco)
- 1994 : L'Étudiant étranger (Foreign Student)
- 1998 : Couvre-feu (The Siege)
- 2002 : Max
- 2007 : Capa
- 2008 : Manolete
- 2011 : Or noir
- 2013 : The Dinner (en)

### comme réalisateur
- 2002 : Max
- 2007 : Un enfant pas comme les autres
- 2008 : Manolete
- 2013 : The Dinner (en)
- 2015 : Vertiges

### comme producteur
- 1994 : L'Étudiant étranger (Foreign Student)